# Microdatos (HTML)

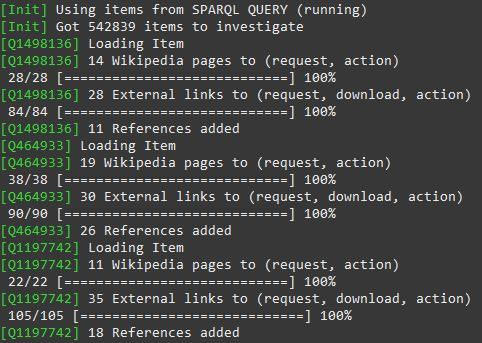
Captura de pantalla de la herramienta Addwiki Wikidata Microdata Referencer CLI en funcionamiento, utilizada para agregar referencias externas a elementos de Wikidata mediante consultas SPARQL.

Microdatos es una característica HTML que se utiliza para anidar metadatos dentro del contenido existente en las páginas web. Los motores de búsqueda, los rastreadores web y los navegadores pueden extraer y procesar microdatos de una página web y utilizarlos para brindar una mejor experiencia de navegación a los usuarios. Los motores de búsqueda se benefician del acceso directo a estos datos estructurados porque les permite comprender la información de las páginas web y proporcionar resultados más relevantes a los usuarios. Los microdatos utilizan un vocabulario de apoyo para describir un elemento y pares de nombre y un valor para asignar valores a sus propiedades.

## Vocabularios
Los vocabularios de microdatos no proveen la semántica ni el significado de un elemento. Los desarrolladores web pueden diseñar un vocabulario personalizado o usar vocabularios disponibles por la web. Los esquemas de Schema.org proporcionan una colección de vocabularios de marcado de uso común que incluyen: Persona, "Lugar", Evento, Organización, Producto, Reseña, Reseñas agregadas, Ruta de navegación, oferta, Ofertas agregadas. El sitio web schema.org fue establecido por operadores de motores de búsqueda como Google, Microsoft, Yahoo! y Yandex, que utilizan el marcado de microdatos para mejorar los resultados de búsqueda. : 85 
Para algunos propósitos, un vocabulario ad hoc es suficiente. Para otros, se necesita diseñar un vocabulario. Siempre que sea posible, se alienta a los autores a reutilizar los vocabularios existentes, ya que esto facilita la reutilización del contenido.